# Nitrosomonas
Nitrosomonas és un gènere de bacteris quimioautòtrofs.
Oxiden l'amoni a nitrit en un procés metabòlic. Els Nitrosomonas són útils per tractar aigües residuals urbanes i industrials dins del procés de la bioremediació. Són importants dins el cicle del nitrogen incrementant la disponibilitat de nitrogen per les plantes en limitar la fixació del diòxid de carboni. Aquest gènere es troba en el sòl, les aigües residuals, l'aigua dolça i en la superfície d'edificis, especialment en llocs contaminats amb alts nivells de compostos de nitrogen.
Les Nitrosomonas prefereixen el pH entre 6,0-9,0 i un interval de temperatura entre 20 a 30 °C. La majoria d'espècies són mobils amb un flagell.
Utilitzen electrons per l'oxidació de l'amoni per produir energia. Obtenen el carboni que necessiten via fixació del carboni.
L'espècie Nitrosomonas europaea pot també degradar compostos halogenats incloent el tricloroetilè, benzè, i clorur de vinil. Algunes espècies de Nitrosomonas tenen l'enzim ureasa.